# Pol Demade
Pol Demade, né le 13 août 1863 et mort le 16 septembre 1936, est un écrivain belge de langue française.

## Biographie
Pol Demade est l'un des membres fondateurs du Drapeau, en 1892, aux côtés de Henry Carton de Wiart, Firmin van den Bosch et Maurice Dullaert puis de la revue Durendal, en 1894, et dont il a été directeur jusqu'en 1897 avant de laisser les rênes à Henry Moeller. Il y défendit notamment le roman En route (1895) de Joris-Karl Huysmans.
Décrit comme un personnage particulièrement discret ne cherchant pas la reconnaissance ou les prix, il mourut dans l'indifférence du monde académique.

## Œuvres
- 1891 – Religieuse, sœur Magdala
- 1893 – La Passion catholique
- 1899 – Contes inquiets
- 1910 – Les Âmes qui saignent
- 1912 – L’Ombre étoilée
- 1910 – Boutique d’idées
- 1925 – Le Cortège des ombres
- 1938 – Les Âmes nues